# Bérengère Cournut
Bérengère Cournut (/kuʁnyt/), née en 1979, ou 1980, à Asnières-sur-Seine, est une écrivaine française.

## Biographie
Bérengère Cournut écrit sous des formes diverses depuis l'âge de vingt ans. 
Ses premiers livres exploraient essentiellement des territoires oniriques, où l'eau se mêle à la terre (L'Écorcobaliseur, Attila, 2008), où la plaine fabrique des otaries et des renards (Nanoushkaïa, L'Oie de Cravan, 2009), où la glace se pique à la chaleur du désert (Wendy Ratherfight, L'Oie de Cravan, 2013).
D'une autre manière, Bérengère Cournut a poursuivi sa recherche d'une vision alternative du monde : 
- en 2017, avec Née contente à Oraibi (Le Tripode), roman d'immersion sur les plateaux arides d'Arizona, au sein du peuple hopi ; 
- en 2019, avec De pierre et d'os (Le Tripode), roman empreint à la fois de douceur, d’écologie et de spiritualité[Interprétation personnelle ?], qui nous plonge dans le destin solaire[Quoi ?] d’une jeune femme inuit. Pour ce dernier ouvrage, qui se vend à plus de cent mille exemplaires, elle remporte le prix du roman Fnac 2019,.
- en 2020, elle reçoit une "Mention" au prestigieux prix international, le Prix BolognaRagazzi, dans la catégorie Fiction, à la Foire du livre de jeunesse de Bologne pour Le Roi de la lune qu'elle a écrit, illustré par Donatien Mary.

## Œuvres
- L’Écorcobaliseur, dessins de Victor Brauner, Le Rayol, France, Éditions Attila, 2008, 192 p.  (ISBN 978-2-917084-03-8)
- Schasslamitt, et autres contes palpitants, pochoirs de Donatien Mary, Paris, France, Éditions Attila, 2012, 85 p. (ISBN 978-2-917084-46-5)
- Les Aventures du chat miaulant, ill. Donatien Mary, Chambéry, France, Fondation Facim, 2014, 31 p. (ISBN 979-10-90671-09-6)
- Née contente à Oraibi, Paris, Éditions Le Tripode, 2016, 268 p. (ISBN 978-2-37055-101-6)
- Le Roi de la Lune, ill. Donatien Mary, Strasbourg, France, Éditions 2024, 2019, 48 p. (ISBN 978-2-901000-10-5)
- Par-delà nos corps, Paris, Éditions Le Tripode, 2019, 80 p. (ISBN 978-2-37055-187-0)
- De pierre et d'os, Paris, Éditions Le Tripode, 2019, 219 p. (ISBN 978-2-370-55212-9) prix du roman Fnac 2019
- Élise sur les chemins, Paris, Éditions Le Tripode, 2021, 176 p. (ISBN 978-2-370-55298-3)
- Le Roi de la Lune et le robot zinzin, ill. Donatien Mary, Strasbourg, France, Éditions 2024, 2022.
- Zizi Cabane, Editions Le Tripode, 2022, 256 p.  (ISBN 9782370553317)
- Vövöl, Editions Le Tripode, 2023, 96 p. (ISBN 9782370553539)
- La Salamandre, Editions Le Tripode, 2023, 256 p. (ISBN 9782370553843)